# Screen Actors Guild Awards 2002

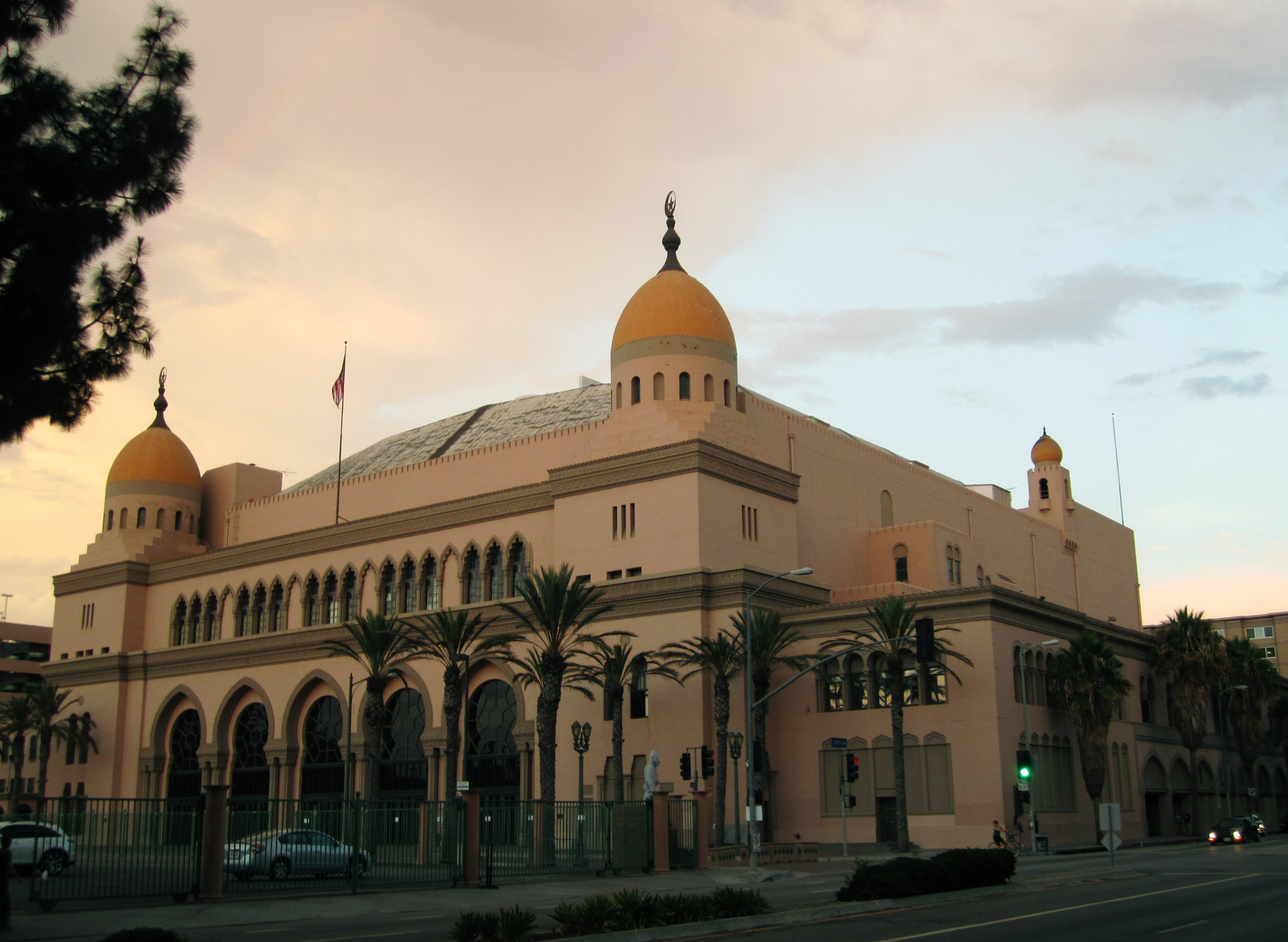
Das Shrine Exposition Center, Veranstaltungsort der Screen Actors Guild Awards 2002

Die 8. Verleihung der US-amerikanischen Screen Actors Guild Awards (englisch 8th Screen Actors Guild Awards), die die Screen Actors Guild jedes Jahr in den Bereichen Film (5 Kategorien) und Fernsehen (8 Kategorien) vergibt, fand am 10. März 2002 im Shrine Exposition Center in Los Angeles statt. Die so genannten SAG Awards ehren, im Gegensatz beispielsweise zum Golden Globe Award, nur Film-, Fernseh- und Ensembleschauspieler und gelten als Gradmesser für die bevorstehende Oscar-Verleihung. Gekürt werden die Sieger von den Mitgliedern der Screen Actors Guild, der man angehören muss, um in den Vereinigten Staaten als Schauspieler zu arbeiten.
Die Nominierten waren am 29. Januar 2002 im Silver Screen Theater des Pacific Design Centers in West Hollywood von den Schauspielern Marisa Tomei und Ted Danson bekanntgegeben worden. In den Vereinigten Staaten wurde die Verleihung live vom Kabelsender TNT gezeigt.
Für sein Lebenswerk wurde der US-amerikanische Schauspieler Ed Asner gewürdigt.

## Gewinner und Nominierte im Bereich Film
| Film                                  | N | A |
| ------------------------------------- | - | - |
| A Beautiful Mind – Genie und Wahnsinn | 3 | 1 |
| In the Bedroom                        | 3 | 0 |
| Gosford Park                          | 2 | 2 |
| Der Herr der Ringe: Die Gefährten     | 2 | 1 |
| Das Haus am Meer                      | 2 | 0 |
| Ich bin Sam                           | 2 | 0 |
| Training Day                          | 2 | 0 |
| Iris                                  | 2 | 0 |

### Bester Hauptdarsteller
Russell Crowe – A Beautiful Mind – Genie und Wahnsinn (A Beautiful Mind)
Kevin Kline – Das Haus am Meer (Life as a House)
Sean Penn – Ich bin Sam (I am Sam)
Denzel Washington – Training Day
Tom Wilkinson – In the Bedroom

### Beste Hauptdarstellerin
Halle Berry – Monster’s Ball
Jennifer Connelly – A Beautiful Mind – Genie und Wahnsinn (A Beautiful Mind)
Judi Dench – Iris
Sissy Spacek – In the Bedroom
Renée Zellweger – Bridget Jones – Schokolade zum Frühstück (Bridget Jones’s Diary)

### Bester Nebendarsteller
Ian McKellen – Der Herr der Ringe: Die Gefährten (The Lord of the Rings: The Fellowship of the Ring)
Jim Broadbent – Iris
Hayden Christensen – Das Haus am Meer (Life as a House)
Ethan Hawke – Training Day
Ben Kingsley – Sexy Beast

### Beste Nebendarstellerin
Helen Mirren – Gosford Park
Cate Blanchett – Banditen! (Bandits)
Judi Dench – Schiffsmeldungen (The Shipping News)
Cameron Diaz – Vanilla Sky
Dakota Fanning – Ich bin Sam (I am Sam)

### Bestes Schauspielensemble
Gosford Park

Eileen Atkins, Bob Balaban, Alan Bates, Charles Dance, Stephen Fry, Michael Gambon, Richard E. Grant, Tom Hollander, Derek Jacobi, Kelly Macdonald, Helen Mirren, Jeremy Northam, Clive Owen, Ryan Phillippe, Kristin Scott Thomas, Maggie Smith, Geraldine Somerville, Sophie Thompson, Emily Watson und James Wilby
A Beautiful Mind – Genie und Wahnsinn (A Beautiful Mind)
Paul Bettany, Jennifer Connelly, Russell Crowe, Adam Goldberg, Ed Harris, Judd Hirsch, Josh Lucas, Austin Pendleton, Christopher Plummer, Anthony Rapp und Jason Gray-Stanford
In the Bedroom
William Mapother, Sissy Spacek, Nick Stahl, Marisa Tomei, Celia Weston, Tom Wilkinson und William Wise
Der Herr der Ringe: Die Gefährten (The Lord of the Rings: The Fellowship of the Ring)
Sean Astin, Sean Bean, Cate Blanchett, Orlando Bloom, Billy Boyd, Ian Holm, Christopher Lee, Ian McKellen, Dominic Monaghan, Viggo Mortensen, John Rhys-Davies, Andy Serkis, Liv Tyler, Hugo Weaving und Elijah Wood
Moulin Rouge (Moulin Rouge!)
Jim Broadbent, Nicole Kidman, John Leguizamo, Ewan McGregor und Richard Roxburgh

## Gewinner und Nominierte im Bereich Fernsehen
| Serie/Film                            | N | A |
| ------------------------------------- | - | - |
| The West Wing – Im Zentrum der Macht  | 4 | 3 |
| Alle lieben Raymond                   | 4 | 0 |
| Die Sopranos                          | 4 | 0 |
| Will & Grace                          | 3 | 2 |
| Sex and the City                      | 3 | 1 |
| Frasier                               | 3 | 0 |
| Friends                               | 2 | 0 |
| Six Feet Under – Gestorben wird immer | 2 | 0 |

### Bester Darsteller in einem Fernsehfilm oder Miniserie
Ben Kingsley – Anne Frank (Anne Frank: The Whole Story)
Alan Alda – Clubland – Stars and Secrets (Club Land)
Richard Dreyfuss – The Day Reagan Was Shot
James Franco – James Dean
Gregory Hines – Bojangles

### Beste Darstellerin in einem Fernsehfilm oder Miniserie
Judy Davis – Life with Judy Garland: Me and My Shadows
Angela Bassett – Ruby’s Bucket of Blood
Anjelica Huston – Die Nebel von Avalon (The Mists of Avalon)
Sissy Spacek – Midwives
Emma Thompson – Wit

### Bester Darsteller in einer Dramaserie
Martin Sheen – The West Wing – Im Zentrum der Macht (The West Wing)
Richard Dreyfuss – The Education of Max Bickford
Dennis Franz – New York Cops – NYPD Blue (NYPD Blue)
James Gandolfini – Die Sopranos (The Sopranos)
Peter Krause – Six Feet Under – Gestorben wird immer (Six Feet Under)

### Beste Darstellerin in einer Dramaserie
Allison Janney – The West Wing – Im Zentrum der Macht (The West Wing)
Lorraine Bracco – Die Sopranos (The Sopranos)
Stockard Channing – The West Wing – Im Zentrum der Macht (The West Wing)
Tyne Daly – Für alle Fälle Amy (Judging Amy)
Edie Falco – Die Sopranos (The Sopranos)
Lauren Graham – Gilmore Girls

### Bester Darsteller in einer Comedyserie
Sean Hayes – Will & Grace
Peter Boyle – Alle lieben Raymond (Everybody Loves Raymond)
Kelsey Grammer – Frasier
David Hyde Pierce – Frasier
Ray Romano – Alle lieben Raymond (Everybody Loves Raymond)

### Beste Darstellerin in einer Comedyserie
Megan Mullally – Will & Grace
Jennifer Aniston – Friends
Kim Cattrall – Sex and the City
Patricia Heaton – Alle lieben Raymond (Everybody Loves Raymond)
Sarah Jessica Parker – Sex and the City

### Bestes Schauspielensemble in einer Dramaserie
The West Wing – Im Zentrum der Macht (The West Wing)

Stockard Channing, Dulé Hill, Allison Janney, Rob Lowe, Janel Moloney, Richard Schiff, Martin Sheen, John Spencer und Bradley Whitford
CSI: Vegas (CSI: Crime Scene Investigation)
Gary Dourdan, George Eads, Jorja Fox, Paul Guilfoyle, Robert David Hall, Marg Helgenberger, William Petersen und Eric Szmanda
Law & Order
Angie Harmon, Jesse L. Martin, S. Epatha Merkerson, Jerry Orbach, Elisabeth Röhm, Sam Waterston und Dianne Wiest
Six Feet Under – Gestorben wird immer (Six Feet Under)
Lauren Ambrose, Frances Conroy, Rachel Griffiths, Michael C. Hall, Richard Jenkins, Peter Krause, Freddy Rodríguez, Jeremy Sisto und Mathew St. Patrick
Die Sopranos (The Sopranos)
Lorraine Bracco, Federico Castelluccio, Dominic Chianese, Drea de Matteo, Edie Falco, James Gandolfini, Robert Iler, Michael Imperioli, Joe Pantoliano, Steve Schirripa, Jamie-Lynn Sigler, Tony Sirico, Aida Turturro, Steven Van Zandt und John Ventimiglia

### Bestes Schauspielensemble in einer Comedyserie
Sex and the City

Kim Cattrall, Kristin Davis, Cynthia Nixon und Sarah Jessica Parker
Alle lieben Raymond (Everybody Loves Raymond)
Peter Boyle, Brad Garrett, Patricia Heaton, Doris Roberts, Ray Romano und Madylin Sweeten
Frasier
Peri Gilpin, Kelsey Grammer, Jane Leeves, John Mahoney und David Hyde Pierce
Friends
Jennifer Aniston, Courteney Cox, Lisa Kudrow, Matt LeBlanc, Matthew Perry und David Schwimmer
Will & Grace
Sean Hayes, Eric McCormack, Debra Messing, Shelley Morrison und Megan Mullally

## Preis für das Lebenswerk
Ed Asner